# Tram van Pirmasens
De tram van Pirmasens bediende van 1905 tot 1943 de stad Pirmasens in de Duitse deelstaat Rijnland-Palts. De tram werd vervangen door een trolleybus die de stad tussen 1941 en 1967 van openbaar vervoer voorzag. Beide vervoermodi werden uitgebaat door de Stadtwerke Pirmasens. Deze staat heden ten dage nog steeds in voor het stedelijk busvervoer.

## Geschiedenis
De metersporige tram bereed vanaf 8 juni 1905 een enkelsporig traject met een lengte van 2,525 kilometer. De lijn verbond het station met het stadscentrum. De eindhalte bevond zich aan het ziekenhuis en daar werd ook de stelplaats gebouwd. Voor de bediening om de 7,5 minuten stonden oorspronkelijk vijf motorwagens ter beschikking. Een jaar later werden nog twee bijkomende motorwagens en bijwagens aangekocht.
Tijdens de Eerste Wereldoorlog zorgde personeelstekort ervoor dat de tram tussen 1 augustus 1914 en 5 juli 1919 buiten dienst was. Hoewel de tram de naoorlogse crisisjaren overleefde, zocht men in de jaren 1930 naar een vervanging van de tram. De smalle straten in het stadscentrum maar ook de wens om het heuvelachtig buitengebied te ontsluiten, leidde tot een steeds groter wordende afkeer jegens de tram. Geïnspireerd door het voorbeeld van Idar-Oberstein, opteerde men ook in Pirmasens voor de invoering van een trolleybus.
Het begin van de Tweede Wereldoorlog die aanleiding gaf tot de eerste evacuatie van de stad, zorgde ervoor dat de omschakeling van tram naar trolleybus vertraging opliep. Op 15 oktober 1941 werd de tramlijn ingekort tot het traject tussen Hauptbahnhof en Exerzierplatz, het knooppunt in het stadscentrum. Op 3 juli 1943 volgde de stillegging van het resterende traject tussen het station en de Exerzierplatz.